# Baissoleon cretaceus
Baissoleon cretaceus là một loài côn trùng trong họ Osmylitidae thuộc bộ Neuroptera. Loài này được Makarkin miêu tả năm 1990.